# Олдмен (річка)
Олдмен (англ. Oldman River, "Oldman" - «старий чоловік») — річка в Канаді, що бере початок у Скелястих горах.
Протікає через містечко Форт Маклеод і місто Летбридж.
Тече до річки Боу і, зливаючись з нею, формує річку Південний Саскачеван, яка зрештою впадає в Гудзонову затоку.
| Канада | Це незавершена стаття з географії Канади. Ви можете допомогти проєкту, виправивши або дописавши її. |